# Río Uzola

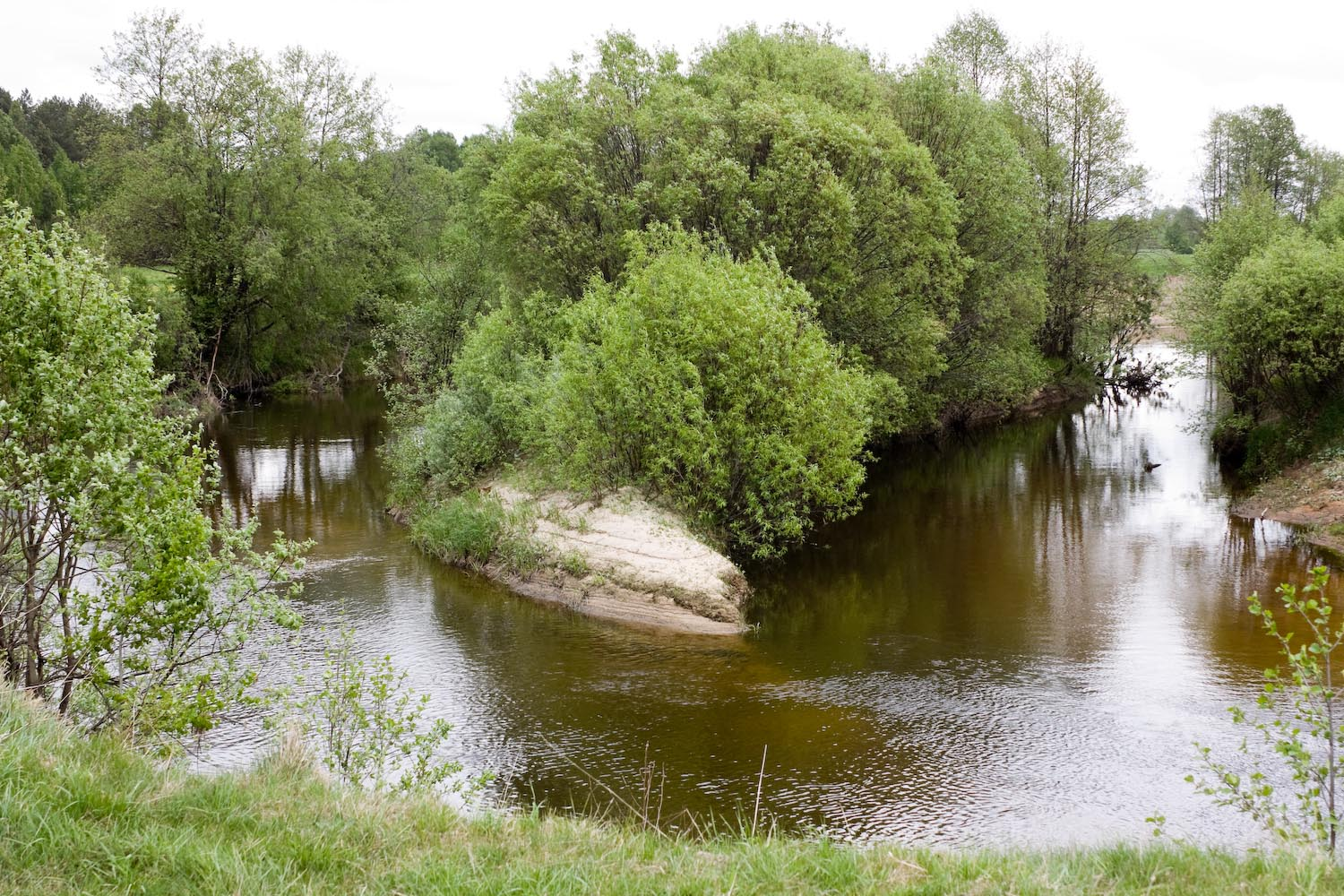
Otra imagen del río.

El río Uzola o Usola (del ruso: Узола, Усола) es un río de Rusia, en el óblast de Nizhni Nóvgorod, afluente por la orilla izquierda del Volga.

## Geografía
Tiene una longitud de 147 km y su cuenca hidrográfica es de 1.920 km². Nace unos cinco km al norte de la aldea de Románovo y desemboca frente a la localidad de Balajná.
Permanece helado generalmente de noviembre a abril.